# Festival Internacional de Cine de Venecia de 1969
La 30ª Mostra de Venecia se celebró del 23 de agosto al 5 de septiembre de 1969. No hubo jurado porque las ediciones de 1969 hasta 1979 no fueron competitivas.

## Películas

### Selección oficial

#### Films invitados
Las películas siguientes se presentaron en la sección oficial:
| Título en español           | Título original                  | Director(es)               | País           |
| --------------------------- | -------------------------------- | -------------------------- | -------------- |
| Benito cereno               | Benito cereno                    | Serge Roullet              | Francia        |
| Cardillac                   | Cardillac                        | Edgar Reitz                | RFA            |
| Honor and Glory             | Cest A Sláva                     | Hynek Bocan                | Checoslovaquia |
| Children's games            | Children's games                 | Walter Welebit             | Reino Unido    |
| Del amor y otras soledades  | Del amor y otras soledades       | Basilio Martín Patino      | España         |
| Dnevnje zvëzdy              | Dnevnje zvëzdy                   | Igor Talankin              | URSS           |
| An Event                    | Dogadjaj                         | Vatroslav Mimica           | Yugoslavia     |
| El padre                    | Fadern                           | Alf Sjöberg                | Suecia         |
| Satyricon                   | Satyricon                        | Federico Fellini           | Italia         |
| Génius                      | Génius                           | Štefan Uher                | Checoslovaquia |
| La novia del pirata         | La fiancée du pirate             | Nelly Kaplan               | Francia        |
| La primera carga al machete | La primera carga al machete      | Manuel Octavio Gómez       | Cuba           |
| Os Herdeiros                | Os Herdeiros                     | Carlos Diegues             | Brasil         |
| Paulina s'en va             | Paulina s'en va                  | André Téchiné              | Francia        |
| Pocilga                     | Porcile                          | Pier Paolo Pasolini        | Italia         |
| Prologue                    | Prologue                         | Robin Spry                 | Canadà         |
| El muchacho                 | Shônen                           | Nagisa Ōshima              | Japón          |
| Sierra Maestra              | Sierra Maestra                   | Ansano Giannarelli         | Italia         |
| Siroco de invierno          | Sirokkó                          | Miklós Jancsó              | Hungría        |
| Bajo el signo del escorpión | Sotto il segno dello scorpione   | Paolo y Vittorio Taviani   | Italia         |
| Lika: Un amor de Chejov     | Syuzhet dlya nebolshogo rasskaza | Sergei Iosifovič Yutkevich | URSS           |
| Dulces cazadores            | Ternos caçadores                 | Ruy Guerra                 | Portugal       |
| Tiltott terület             | Tiltott terület                  | Pál Gábor                  | Hungría        |
| Dos hombres compartidos     | Two gentlemen sharing            | Ted Kotcheff               | Reino Unido    |
| Yawar mallku                | Yawar mallku                     | Jorge Sanjinés             | Boliva         |
| The Ambush                  | Zaseda                           | Živojin Pavlović           | Yugoslavia     |

Informativa
| Título en español          | Título original            | Director(es)                                    | País    |
| -------------------------- | -------------------------- | ----------------------------------------------- | ------- |
| The Axe                    | Baltagul                   | Mircea Muresan                                  | Rumanía |
| Bhuvan Shome               | Bhuvan Shome               | Mrinal Sen                                      | India   |
| The Gladiators             | Gladiatorerna              | Peter Watkins                                   | Suecia  |
| Historia de una chica sola | Historia de una chica sola | Jorge Grau                                      | España  |
| Los caníbales              | I cannibali                | Liliana Cavani                                  | Italia  |
| Glory Day                  | La sua giornata di gloria  | Edoardo Bruno                                   | Italia  |
| L'indiscret                | L'indiscret                | François Reichenbach                            | Suecia  |
| Macunaima                  | Macunaima                  | Joaquim Pedro de Andrade                        | Brasil  |
| A Woman's Case             | Mikreh Isha                | Jacques Katmor                                  | Israel  |
| Salesman                   | Salesman                   | Albert Maysles, David Maysles, Charlotte Zwerin | EE. UU. |
| Doble suicidio             | Shinjû: Ten no amijima     | Masahiro Shinoda                                | Japón   |
| Una macchia rosa           | Una macchia rosa           | Enzo Muzii                                      | Italia  |
| Una mujer dulce            | Une femme douce            | Robert Bresson                                  | Francia |

### 20. Mostra Internazionale del Film Documentario[5]
Animación
| Título original      | Director(es)                      | País    |
| -------------------- | --------------------------------- | ------- |
| L'italiana in Algeri | Giulio Gianini, Emanuele Luzzati  | Italia  |
| Susza                | Henryk Ryszka, Stefan Schabenbeck | Polonia |
| Zuckerkandl!         | John Hubley                       | EE. UU. |

Cortometrajes
| Título original | Director(es)     | País    |
| --------------- | ---------------- | ------- |
| La montre       | Peter Kassovitz  | Francia |
| Le'at Yoter     | Avraham Heffner  | Israel  |
| Pinciano        | Fernando De Bran | España  |

Experimental
| Título original          | Director(es)   | País    |
| ------------------------ | -------------- | ------- |
| Why Man Creates          | Saul Bass      | EE. UU. |
| Il cavaliere inesistente | Pino Zac       | Italia  |
| Je, tu, elles...         | Peter Foldes   | Francia |
| Umano non umano          | Mario Schifano | Italia  |

Varios
| Título original                                      | Director(es)     | País      |
| ---------------------------------------------------- | ---------------- | --------- |
| Kyoto                                                | Kon Ichikawa     | Japón     |
| Muzica mai presus de orice                           | Nina Behar       | Rumanía   |
| The Pictures That Moved: Australian Cinema 1896-1920 | Alan Anderson    | Australia |
| Toast                                                | Jan Lomnicki     | Polonia   |
| Vivaldi's Venice                                     | Carlo Bavagnoli  | Italia    |
| Bakhti                                               | Maurice Béjart   | Bélgica   |
| La grande Barrière de Corail                         | Michel de Mévius | Bélgica   |
| Zero                                                 | Roberto Gavioli  | Italia    |

### 21. Mostra Internacional de Cine para niños[6]
| Título original         | Director(es)                            | País           |
| ----------------------- | --------------------------------------- | -------------- |
| Olimpiada w Mexico      | Jozef Byrdy                             | Polonia        |
| Drengen og månen        | Jannik Hastrup                          | Dinamarca      |
| A Fable                 | Rolf W. Brandis                         | EE. UU.        |
| Kaleidoscope '68        | Lev Atamanov                            | URSS           |
| My Side of the Mountain | James B. Clark                          | EE. UU.        |
| Tony, tobe preskocilo   | Drahomíra Králová, Vera Plívová-Simková | Checoslovaquia |
| Ricky's Great Adventure | Barry Dukoff                            | EE. UU.        |

### Resea Internacional de Cine Africano
| Título original          | Director(es)            | País    |
| ------------------------ | ----------------------- | ------- |
| Borom Sarrett            | Ousmane Sembene         | Senegal |
| Concerto pour un exil    | Désiré Ecaré            | RFA     |
| Et la neige n'était plus | Ababacar Samb-Makharam  | Senegal |
| Mandabi                  | Ousmane Sembene         | Senegal |
| Le troisième jour        | Edouard Sailly          | Chad    |
| Rih al awras             | Mohammed Lakhdar-Hamina | Francia |

## Retrospectivas
En esta edición, se centró en una espacio dedicado a la etapa británica del director Alfred Hitchcock y una retrospectiva del cine soviético para niños.

## Premios[8]
- Premio Pasinetti
  - Mejor película extranjera: Honor and Glory de Hynek Bocan
  - Mejor película italiana: Satyricon de Federico Fellini
- Timón dorado:  La sangre del cóndor de Jorge Sanjinés
- Premio "Luis Buñuel": La primera carga al machete de Manuel Octavio Gómez
- Premio CIDALC: The Ambush de Živojin Pavlović
- León de Oro a la trayectoria : Luis Buñuel